# SBF2
SBF2‏ (SET binding factor 2) هوَ بروتين يُشَفر بواسطة جين SBF2 في الإنسان.